# علم به زبان ساده

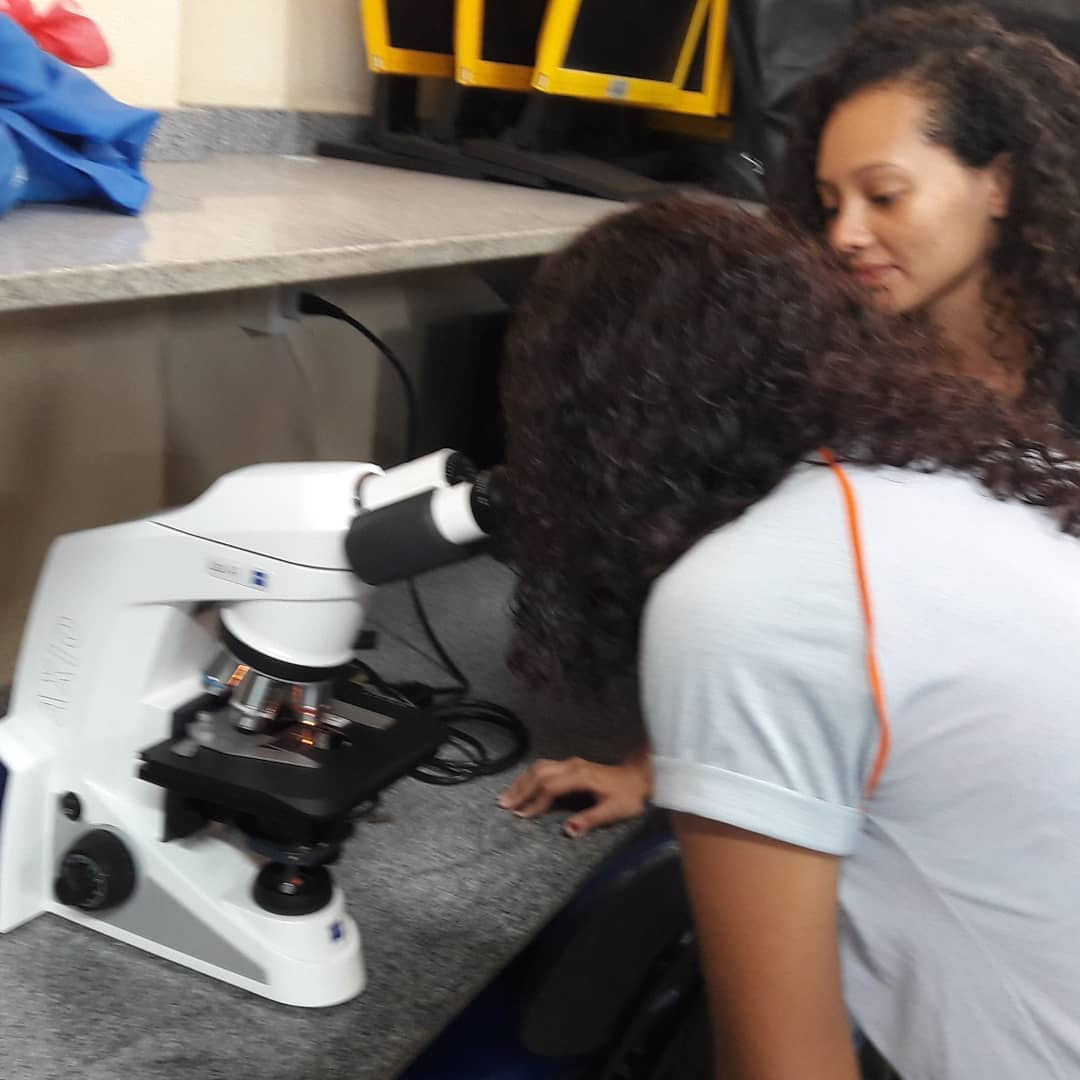
استفاده از میکروسکوپ برای پژوهش‌های علمی

علم به زبان ساده یا علم عامه‌فهم یا علم همگان‌فهم، بیان دانش به زبان عامه‌فهم، نوعی از بیان دانش بشری برای عموم مردم است با هدف ساده کردن موضوعات «دشوار» علم و فناوری. افرادی که بیان علم به زبان ساده می‌پردازند معمولاً در عین حال می‌کوشند موضوعات علمی را تا حد امکان به طور کامل به مردم ارائه داده و دیدی کلی از موضوع به‌دست بدهند.
این افراد برای روشن ساختن موضوعات علمی برای مخاطبان زیاد، خارج از چارچوب برنامه آموزشی دولتی، ممکن است از تمام رسانه‌های ممکن استفاده کنند، مانند کتاب، مجلات، لوح فشرده، برنامه‌های تلویزیونی، فیلم، وبلاگ، صفحات وب پادکست و همچنین سخنرانی‌های عمومی در مؤسسات آموزشی و نمایشگاه‌ها یا در موزه‌ها.

## نقش ساده‌سازی علم
زمانی که علم از منشور رسانه‌های عمومی عبور می‌کند، درست مانند نوری که از منشور عبور کرده باشد، به اجزای تشکیل دهنده اش تقسیم می‌شود و مانند رنگین کمانی جذاب توجه عامه مردم را به آسمان علم جلب می‌کند. این رنگین کمان که مانند یک پل افکار مردم عامه را به جذابیت‌های علمی پیوند می‌دهد.
هدف از ادبیات علمی، اطلاع‌رسانی و متقاعد کردن همسالان به اعتبار مشاهدات و نتیجه‌گیری و اثربخشی دادگستری روش‌ها است. ساده‌سازی علم فرایندی است که در آن تلاش می‌شود تا بیگانگان علمی (گاهی همراه با دانشمندان در زمینه‌های دیگر) اهمیت داده‌ها و نتیجه‌گیری‌ها را جلب کند و نتایج را جشن بگیرند. بیانیه‌ها در ادبیات علمی که اغلب واجد شرایط و تدریجی هستند، تأکید می‌کنند که مشاهدات و نتایج جدید سازگار و مشابه دانش پایه‌ای است که در آن دانشمندان واجد شرایط تشخیص ارتباط هستند. در مقابل، ساده‌سازی علم بر منحصر به فرد بودن و عمومی بودن تأکید دارد، و تناقض حقوقی واقعی را که در ادبیات علمی وجود دارد ندارد. مقایسه‌های بین گزارش‌های علمی اصلی، روزنامه‌نگاری علم مشتق شده و علوم رایج، حداقل برخی از سطح تحریف و اعمال بیش از حد را نشان می‌دهد که اغلب می‌تواند بسیار چشمگیر باشد، حتی با موضوعات سیاسی علمی بی‌طرف.
ادبیات علمی محبوب می‌تواند توسط غیر دانشمندان نوشته شود که ممکن است درک محدودی از موضوعی که آن‌ها تفسیر می‌کنند داشته باشند و غیر متخصصان بتوانند علایق گمراه‌کننده را شناسایی کنند که ممکن است مرز بین علم واقعی و شبه علم را هم تضعیف کند. با این حال، گاهی غیر دانشمندان با یک زمینه علمی منصفانه که توانایی نویسندگی دارند و از طرفی از مهارت کافی در ارتباطات اجتماعی برخوردارند، سریع تر و راحت‌تر جای خود را در محیط‌های غیررسمی (مردم کوچه و بازار) باز می‌کنند.

## رایج‌ترین شیوه‌های ساده‌سازی علم
برخی از ویژگی‌های معمول از محصولات علمی محبوب عبارتند از:
- تأکید بر ارزش سرگرمی یا ارتباط شخصی با مخاطب
- تأکید بر انحصار و رادیکال بودن موضوع علمی که قصد ارائه آن وجود دارد
- تأکید بر بررسی ایده‌هایی که توسط متخصصان نادیده گرفته شده یا در خارج از رشته‌های مبتنی بر تأسیس قرار گرفته‌اند
- تأکید بر مفاهیم علمی متداول
- با تأکید بر مخاطبان با پس زمینه کمی یا بی سواد
- با تأکید بر سنتز ایده‌های جدید که متضمن چندین زمینه و ارائه برنامه‌های کاربردی جدید در دیگر تخصص‌های علمی است.
- با تأکید بر استفاده از استعاره‌ها و آنالوگ‌ها برای توضیح مفاهیم علمی دشوار یا انتزاعی